# Acultzingo
Acultzingo è una municipalità dello stato di Veracruz, nel Messico centrale, il cui capoluogo è la località omonima.
Conta 22.969 abitanti (2015) e ha una estensione di 167,89 km². 	 		
Il significato del nome della località in lingua nahuatl è luogo dove si venera Acoltzin.